# Chris Coons
Christopher Andrew "Chris" Coons (født 9. september 1963 i Greenwich, Connecticut) er en amerikansk politiker. Han medlem af USAs senat og repræsenterer Delaware og Det demokratiske parti. Han kom ind i Senatet 15. november 2010, efter at have vundet over den omstridte Christine O'Donnell i senatorvalget.
Ved midtvejsvalget i 2014 blev han genvalgt som senator for en periode på yderligere seks år.